# EP
 For alternative betydninger, se EP (flertydig). (Se også artikler, som begynder med EP)
En EP er en grammofonplade, CD eller sommetider en anden slags audiovisuel udgivelse, normalt defineret som en spilletid der er længere end en single, men kortere end en tilsvarende fuld udgivelse. EP er en forkortelse for den engelske extended play, og den var traditionelt betragtet som en mellemting mellem en 45rpm-single og en LP-plade. EP-pladen blev lavet med en diameter på 10 engelske tommer med 45 rpm - og en diameter på 7 engelske tommer med 45 og 33 1⁄3 rpm.
Hvor en single som regel kun indeholder én eller to sange, og et album måske kan indeholder 10 eller flere, er der typisk fire eller fem sange på en EP. Spilletiden ligger som regel på et sted mellem 15 og 25 minutter. 